# Ольхонские буряты
Ольхо́нские буря́ты (бур. Ойхоной буряадууд) — этнотерриториальная группа в составе бурятского этноса. Расселены на острове Ольхон и в средней части западного побережья озера Байкал. Большинство составляли выходцы из долины верхней Лены — племена эхиритов, а также сопутствующие им осколки сэгэнудов, галзудов и других малых племён бурят верховий Лены и долины Куды.

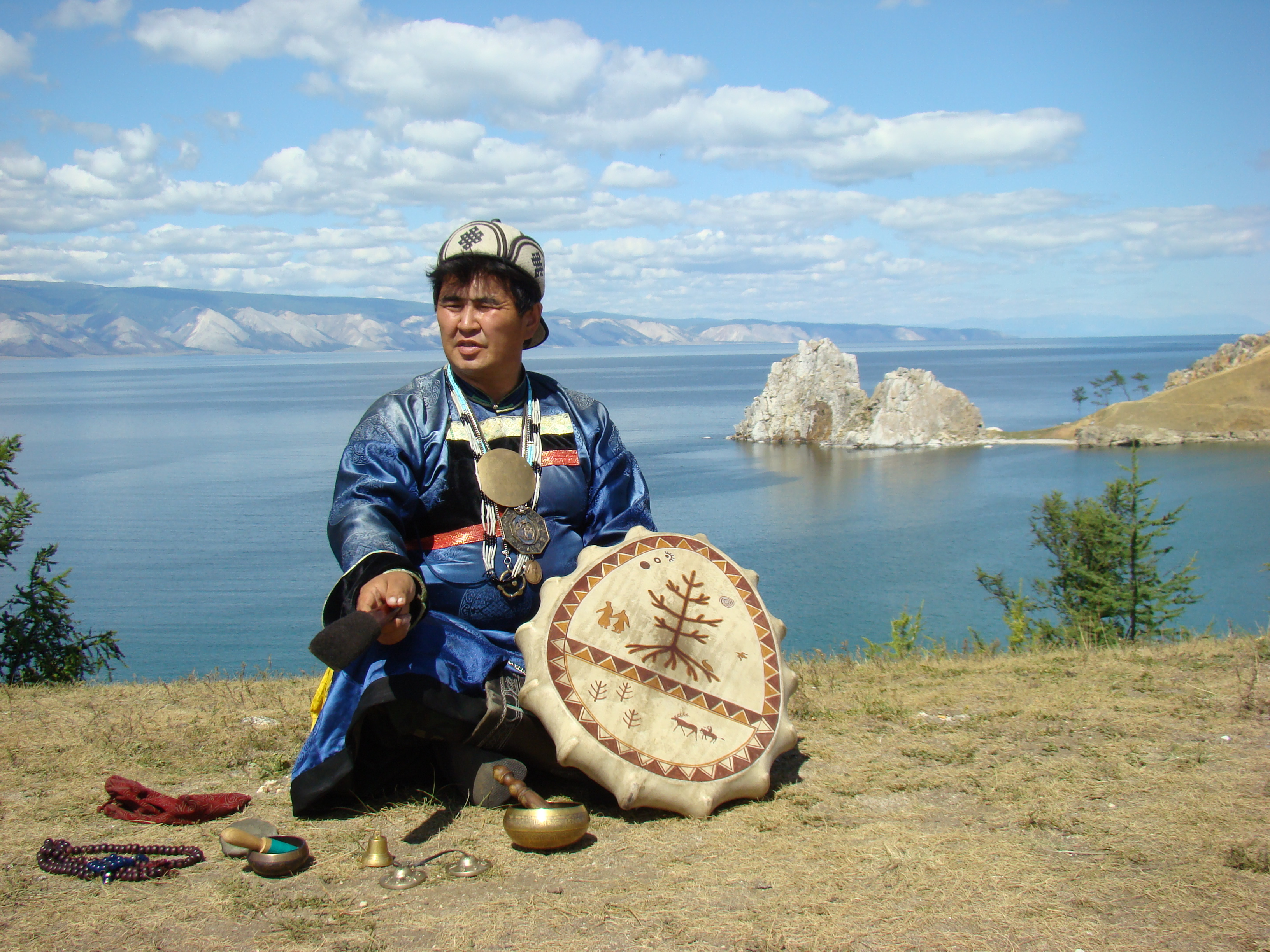
Ольхонский шаман Валентин Хагдаев

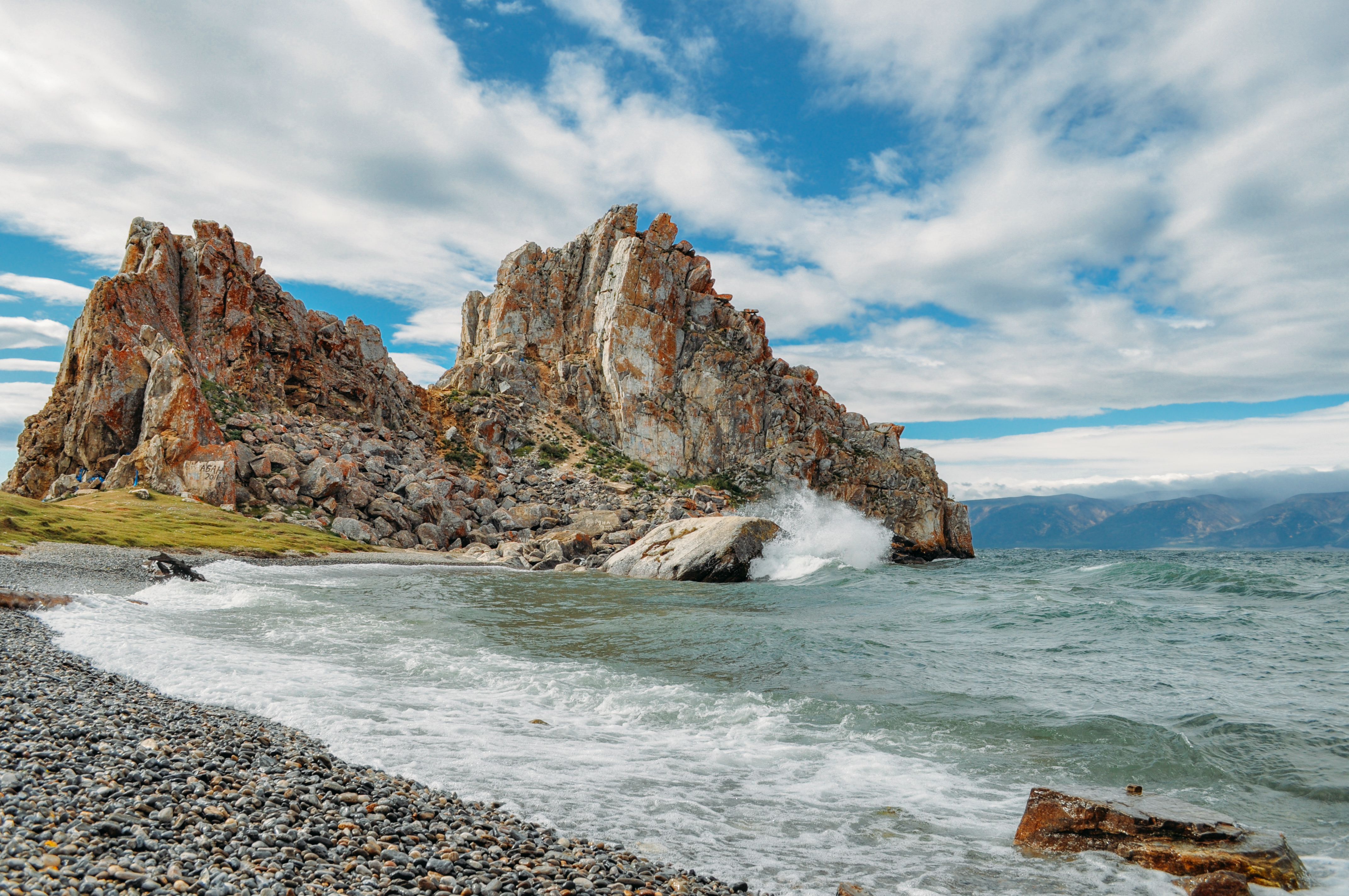
Шаман-скала — наиболее почитаемое святое место на Байкале

## Родоплеменной состав
В состав ольхонских бурят входят такие этнические группы, как шоно, абазай, хамнай, хэнгэлдэр, алагуй, сойод (соёт), галзуд, сэгэнуд, хайтал, буян, дурлай, харбяд, нохой, баяндай, хурумша, булагад. В состав административных абзаевских родов, помимо собственно двух абазаевских племён — ехэ-абазай (I) и бага-абазай (II), входили также представители племён баяндай, сэгэнуд, хайтал, эмхэнут и харбат (haрбад). Основу Хенхедурского административного рода составляли представители племени хэнгэлдэр (hэнгэлдэр). В состав этого рода также входили сэгэнуты, хайталы и галзуты. Основу I Чернорудского рода составляли шубтэхэ-шоно, бага-шоно. Также в составе этого рода числились галзуты, преимущественно нохой-уруки, хайталы. Основу VI Чернорудского рода составляли оторши-шоно, ехэ-шоно, адаг-шоно, онходой-шоно. Также в состав данного рода входили борсой-шоно, зэнхэн-галзуты, отонхой и эдэгэ. В состав II Чернорудского рода входили борсой-шоно, бэсэгэн-шоно, боро-шоно. Также упоминаются роды: улан-шоно, уха-шоно, эмхэнуты, соогол-шоно, ухантай-галзуты. III Чернорудский род был представлен племенем басай-шоно. IV Чернорудский — балтай-шоно, V Чернорудский — зухэдэй-шоно (зуhэдэй). Совместно с шоно в III и V Чернорудских административных родах были расселены хайталы. В составе ольхонских галзутов упоминаются ветви: нохой-уруг, хайтал, зэнхэн-галзуд, ухантай-галзуд, маншуна-галзуд, дархан-галзуд.